# Adieu, monde cruel
Pour plus de détails, voir Fiche technique et Distribution.
Adieu, monde cruel (The Old Grey Hare) est un cartoon Merrie Melodies réalisé par Bob Clampett en 1944 et mettant en scène Bugs Bunny et Elmer Fudd. Il fut redoublé en français sous le titre Un vieux lapin gris et puis plus tard comme Une amitié de toujours.

## Synopsis
Elmer désespère de ne pas attraper Bugs et se fait exaucer un vœu par Dieu : aller dans le futur où attraper Bugs sera possible. Nous retrouvons donc Elmer en 2000, vieillard et armé d'un super laser électronique tueur de lapin. Il rencontre Bugs, qui a vieilli lui aussi, et ce dernier l'embrasse avant de s'enfuir en riant et en boitant. Elmer réussit à le tuer. Dans son dernier souffle, Bugs ressasse la toute première chasse entre Elmer et lui, alors qu'ils n'étaient que des bébés. Bugsy (Bugs bébé), déguisé en policier, arrête et frappe le bébé Elmer pour excès de vitesse. Bugs, finalement, enterre Elmer à sa place. Elmer dit qu'au moins, il ne reverra plus Bugs. Mais Bugs vient lui donner un bâton de  dynamite. L'iris Merrie Melodies qui ferme traditionnellement les cartoons de la série « s'agite », à la suite de l'explosion de la dynamite.

## Le titre
Le titre du dessin animé est un jeu de mots entre hare (lièvre) et grey hair (cheveux gris), allusion à l'âge des protagonistes dans le film. Le titre fait aussi référence à la musique folk américaine The Old Gray Mare (en).